# Saales
Saales (1915 amtlich eingeführte deutsche Schreibweise: Saal) ist eine französische Gemeinde mit 827 Einwohnern (Stand 1. Januar 2021) im Département Bas-Rhin in der Region Grand Est (bis 2015 Elsass). Sie gehört zum Arrondissement Molsheim und zum Kanton Mutzig.

## Geografie
Die Gemeinde Saales liegt im Tal der Bruche (deutsch Breusch) in den Vogesen an der Grenze zum Département Vosges. Der Ortskern liegt mit knapp 550 m über dem Meer nur wenig unter der ganze 300 Meter entfernten Passhöhe des Col de Saales, der zur Wasserscheide zwischen den Einzugsbereichen von Breusch und Meurthe gehört. Der höchste der umliegenden Berge ist der markante Climont östlich des Dorfes mit seinen 963 und 965 Meter hohen Gipfeln. Er gehört aber nicht mit zum Gemeindegebiet. An seinem Südwesthang entspringt wenige Meer jenseits der Gemeindegrenze in 685 m Höhe die Breusch. Bis hoch zum Gipfel zur Gemeinde gehört dagegen der 831 m hohe Solamont nördlich des Dorfes. Saales liegt an der Eisenbahnlinie 8 der SNCF-Tochter TER Grand Est, die von Straßburg über Molsheim nach Saint-Dié-des-Vosges führt. Die kurvenreiche Strecke führt über die Passhöhe des Col de Saales, hat aber weiter südlich am Berghang auch einen Tunnel. Die nächstliegenden Stationen sind Bourg-Bruche im Nordosten und Colroy-Lubine (Département Vosges) im Südosten.

## Geschichte
Der Ortsname entstammt der einstigen Via salinaria (lateinischer Name; auf Französisch „Route du sel“, auf Deutsch „Salzstraße“). Die frühere Schreibweise war „Saâles“. Der Ort war im Laufe der Geschichte öfter Schauplatz kriegerischer Auseinandersetzungen: 1262 wurde er von den Truppen des Bischofs von Straßburg eingeäschert, 1525 gab es große Plünderungen im Zuge des Bauernkriegs und unter dem Dreißigjährigen Krieg hatte er ebenfalls stark zu leiden. 1743 erhielt Saales das Marktrecht. 1790 wurde der Kanton Saales gebildet – zunächst im Département Vosges, dessen Hauptort die Gemeinde wurde. In seiner verkehrsgünstigen Lage an relativ niedrigen Vogesenpässen (Bei Bourg-Bruche gibt es kaum über dessen Talniveau den Col de Steige zum Tal des Giessen im Osten.) war Saales lange Zeit Ort großer jährlicher Märkte. Die Grenzlage des Ortes in den Jahren 1871 bis 1918 und die Verlagerung des Fernverkehrs durch moderne Verkehrsmittel brachten diesen Handelsmessen Niedergang und Ende.

### Bevölkerungsentwicklung
| Jahr      | 1962 | 1968 | 1975 | 1982 | 1990 | 1999 | 2007 | 2020 |
| Einwohner | 845  | 905  | 830  | 780  | 779  | 853  | 940  | 824  |

## Sehenswürdigkeiten
- Kirche Saint-Barthélemy, Monument historique
- Kapelle St. Barbara
- Soldatenfriedhof

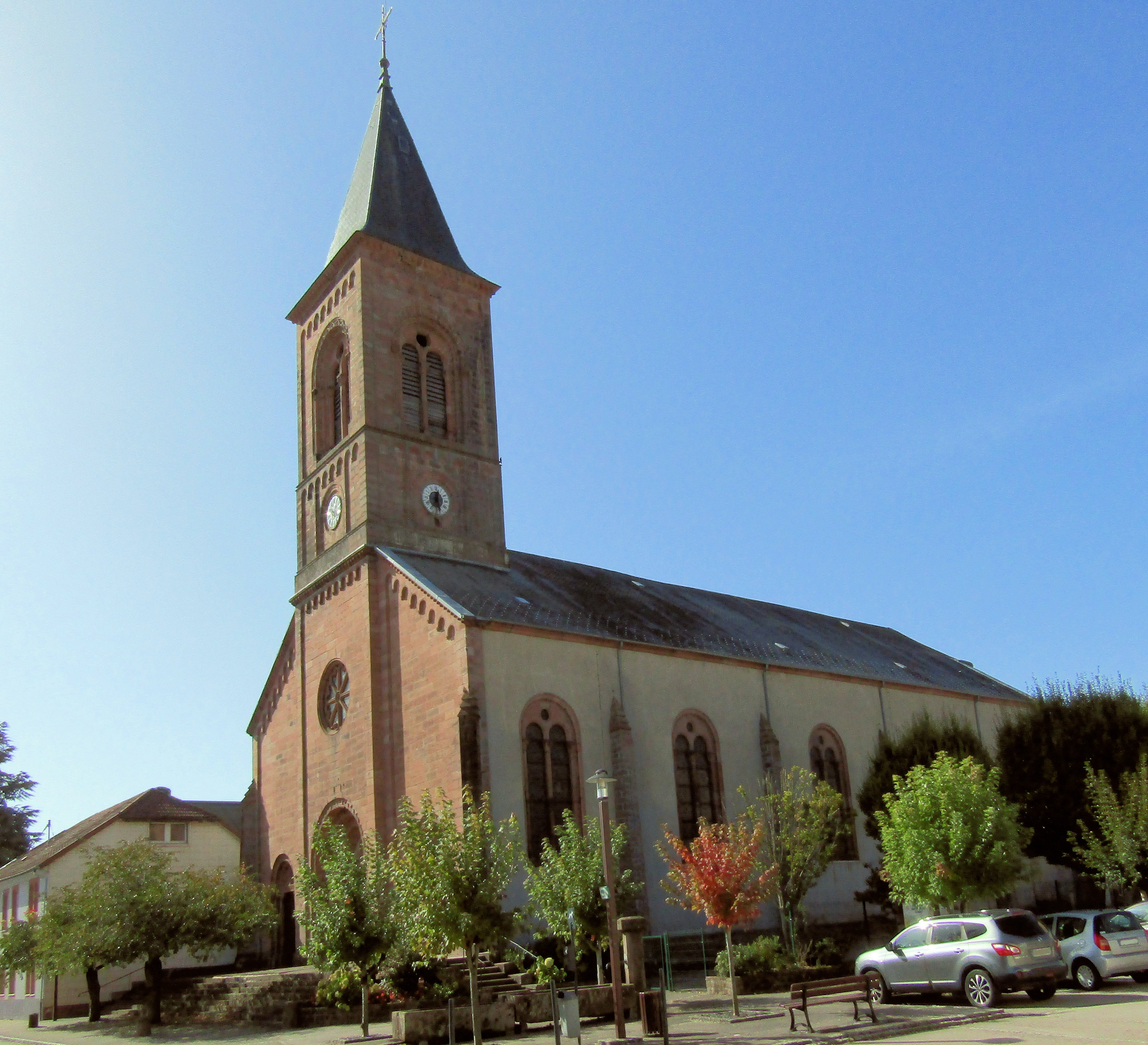
Kirche Saint-Barthélémy (1846)
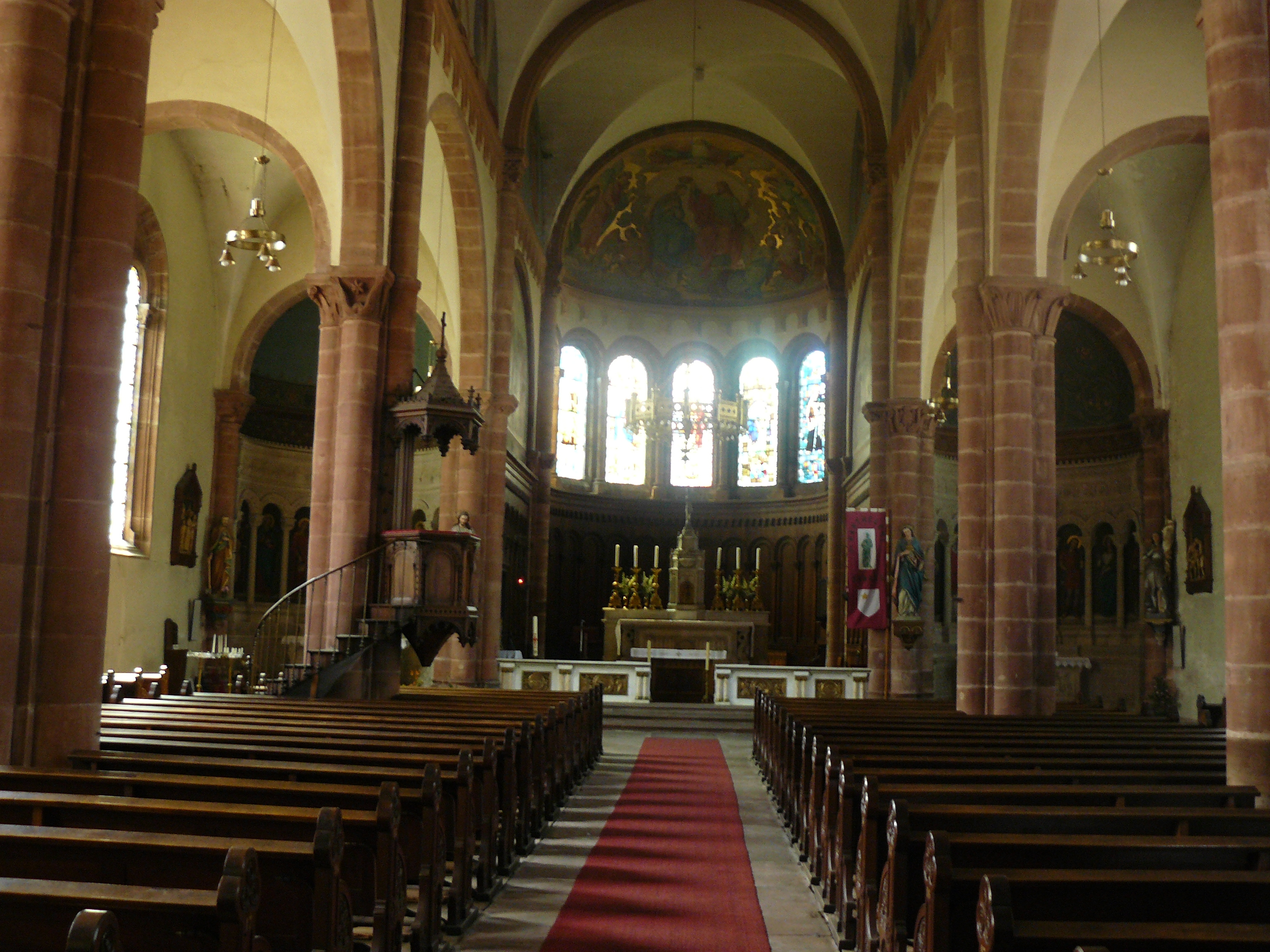
Inneres der Kirche Saint-Barthélémy
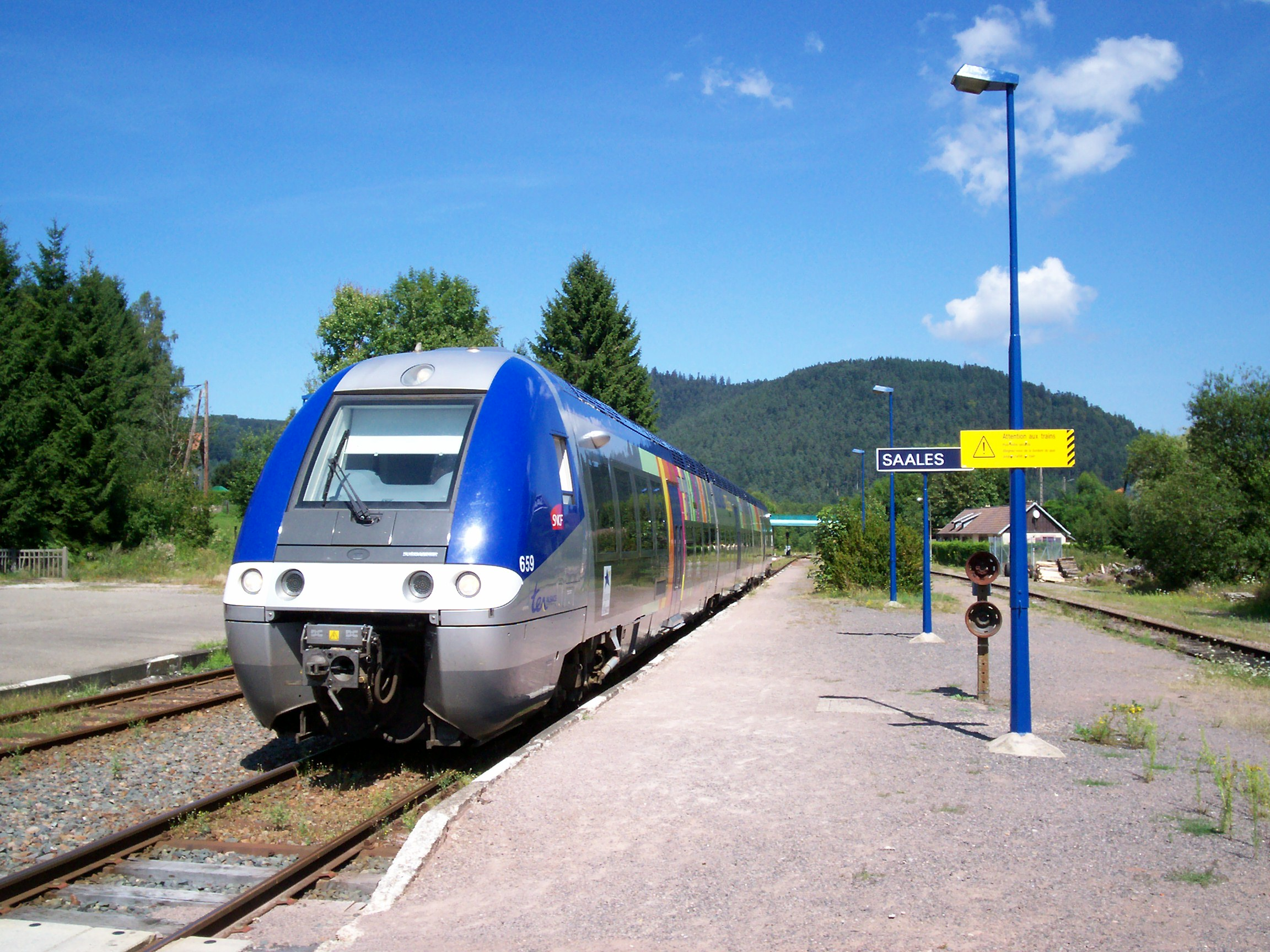
Bahnhof Saales
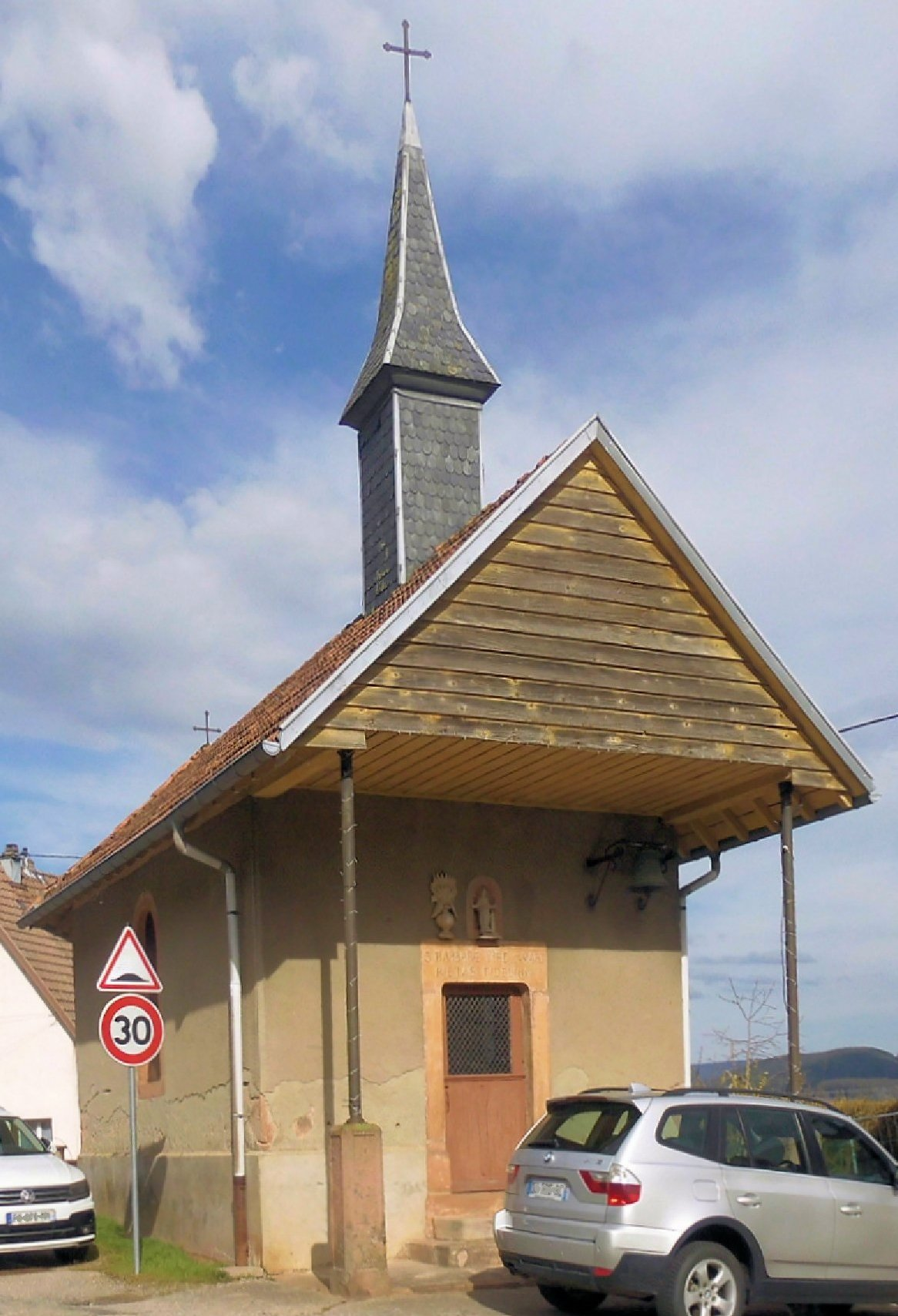
Kapelle St. Barbara
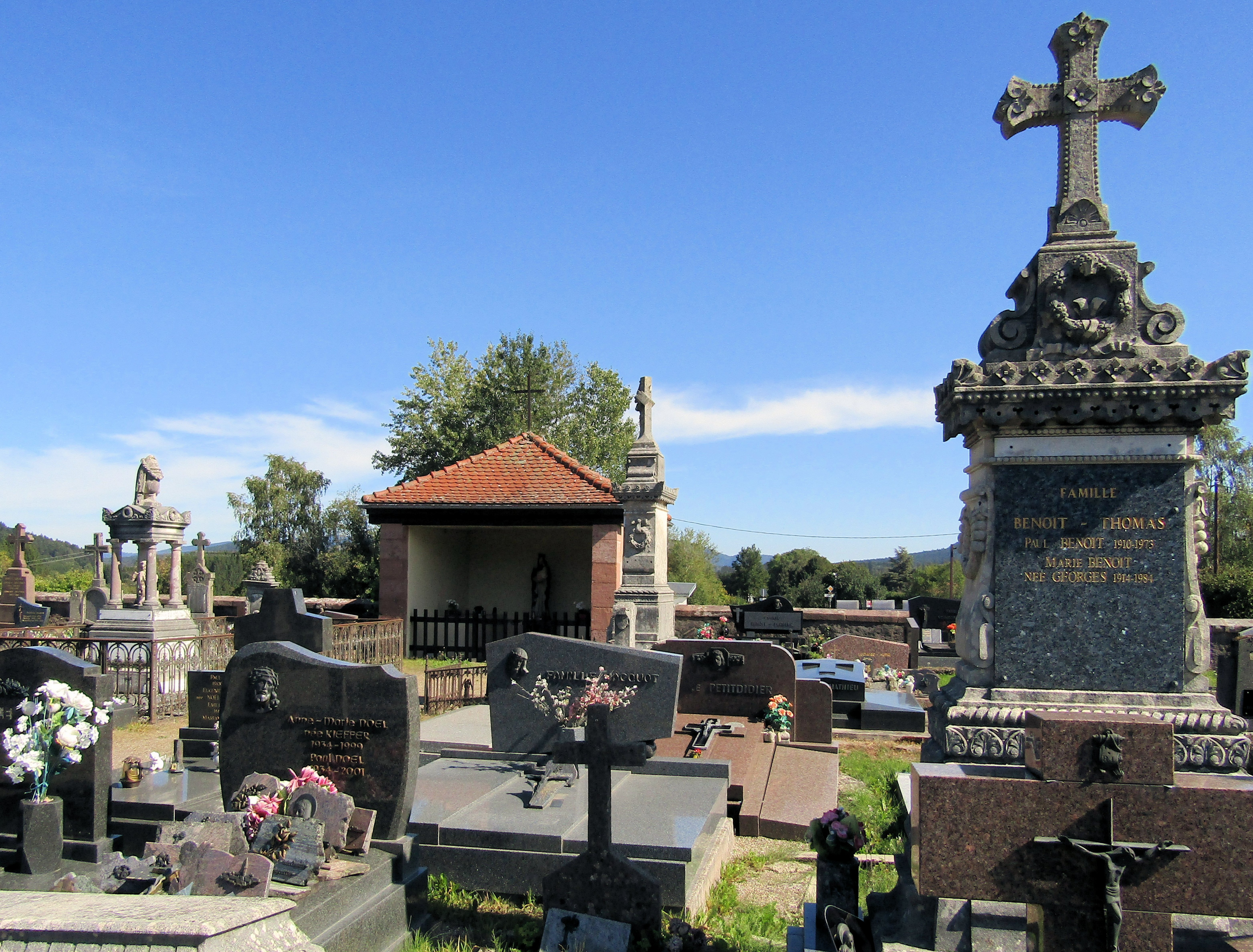
Friedhofskapelle

## Wappen
Blasonierung: In Gold ein schwarzer Eber.

## Persönlichkeiten
- Ludwig Bernheim (1884–1974), deutscher Verwaltungsjurist und Politiker
- Maurice Barthélémy (1871–1922), Gutsbesitzer auf Château d'Alteville, Bürgermeister von Tarquimpol, Landtagsabgeordneter